# Saaldorf (Bad Lobenstein)
Saaldorf is een  dorp in de Duitse gemeente Bad Lobenstein in het Saale-Orla-Kreis in Thüringen. Het dorp wordt voor het eerst genoemd in een oorkonde uit 1689. Tot 1962 was Saaldorf een zelfstandige gemeente.